# IBM 8514
IBM 8514 — стандарт комп'ютерних дисплеїв від IBM, що підтримують роздільність дисплея 1024×768 пікселів і 256 кольорів за частоти 43,5 Гц (черезрядкове розгортання), або 640×480 за частоти 60 Гц (прогресивне розгортання) також використовуючи апаратне прискорення малювання. У 1990 році був замінений стандартом XGA.

## Історія
IBM представила відеоконтролер і монітор 8514 у квітні 1987 року в рамках лінії комп'ютерів IBM PS/2 (що була представлена трьома місяцями раніше). 8514 був опцією модернізації на заміну контролера VGA для шини MCA.
8514 був одним з перших відеоконтролерів для IBM-сумісних комп'ютерів з підтримкою елементарної 2D-акселерації. Спеціалізовані контролери (такі, як TARGA Truevision) були побудовані на базі спеціальних співпроцесорів або цифрових процесорів сигналів і були програмованими, але водночас значно дорожчими, ніж 8514 з його фіксованим набором операцій прискорення.
Останні з випущених контролерів 8514 базувалися на мікросхемі TMS34010 фірми Texas Instruments.[джерело?]
Ідея базової акселерації, втілена у 8514, виявилася плідною, і невдовзі з'явилися концептуально схожі (хоч і апаратно несумісні) рішення від ATI (контролери серії Mach 8 і Mach 32), і цілі компанії, що спеціалізувалися на даних продуктах (наприклад, S3 Graphics)
Наступною розробкою IBM у сфері графічних контролерів став XGA.

## Підтримка у програмовому забезпеченні
Наступне програмове забезпечення (ОС і застосунки) підтримували контролер 8514:
- OS/2
- Windows 2.1
- Windows 3.x
- XFree86 2.1.1
- AutoCAD 10
- QuikMenu